# إيمي رايت (كاتبة)
إيمي رايت (بالإنجليزية: Amy Wright)‏ (1975 في الولايات المتحدة)؛ كاتِبة وشاعرة أمريكية.